# Belfast South Chess Club
Belfast South Chess Club – północnoirlandzki klub szachowy z siedzibą w Belfaście, zwycięzca UCU League 1 w 2025 roku.

## Historia
Klub został założony we wrześniu 2012 roku. W 2013 roku zajął trzecie miejsce w UCU League 1, za Fisherwick Chess Club i Ballynafeigh Chess Club. W sezonie 2014/2015 szachiści klubu uzyskali czwartą pozycję, a w kolejnym sezonie – piątą. W 2017 roku zespół ponownie ukończył rozgrywki ligowe na czwartym miejscu. W sezonie 2018/2019 klub został sklasyfikowany na trzecim miejscu. W 2020 roku zespół uzyskał piątą pozycję w lidze, a w 2022 roku był trzeci. W 2023 roku ponownie ukończono rozgrywki na piątym miejscu. W sezonie 2023/2024 zespół zajął trzecie miejsce w lidze, za Strand Chess Club i Fruithill Chess Club. W 2025 roku Belfast South wygrał ligę, pokonując o 1,5 punktu drugi Strand Chess Club, a trzeci Bangor Chess Club – o 3,5 punktu.